# 테워드로스 아드하놈
테워드로스 아드하놈 거브러이여수스(암하라어: ቴዎድሮስ አድሓኖም ገብረኢየሱስ, 1965년 3월 3일 ~ )는 학자, 관료이다. 티그라이주의 보건국장으로 공직 생활을 시작하여 에티오피아 정부에서 외무부 장관과 보건부 장관을 역임하였다. 2017년 7월부터 세계보건기구(WHO)의 사무총장으로 재직 중이다.

## 생애
테워드로스 아드하놈 게브레에수스는 1965년 3월 3일에 에티오피아 제국의 지배를 받고 있던 에리트레아 아스마라에서 아드하놈 거브러이여수스와 멜라슈 웰데가비르 부부의 아들로 태어났다. 1986년에는 아스마라 대학교로부터 생물학과 과학학사 학위를 받았으며 말라리아 연구를 통해 국제적인 명성을 높였다. 에티오피아 사회주의 임시 군사 정부에서는 보건부의 청소년 공중보건 전문가로 활동했다.
멩기스투 하일레 마리암이 실각한 이후에는 영국에서 유학 생활을 했고 런던 대학교 산하 런던 위생 열대의학 대학원으로부터 감염성 질환 면역학과 과학석사 학위를 받았다. 2000년에는 《에티오피아 북부 티그라이주의 말라리아 유행 및 적절한 통제 조치에 대한 댐의 영향》이라는 논문을 통해 노팅엄 대학교로부터 지역 사회 보건 박사 학위를 받았다.
2001년에 티그라이주 보건국장으로 임명된 이후에 티그라이주의 후천성 면역 결핍 증후군(에이즈)·수막염 발병률을 크게 감소시켰다는 평가를 받았다. 또한 티그라이주 각지의 병원·진료소에 컴퓨터와 인터넷을 연결하는 대규모 사업을 진행했고 어린이에 대한 백신 예방 접종률 증가, 건강 관리 직원 증원 등의 큰 성과를 기록했다. 2003년에는 에티오피아 보건부 차관으로 임명되었다.
2005년 10월 12일부터 2012년 12월 29일까지 멜레스 제나위·하일레마리암 데살렌 내각에서 에티오피아 보건부 장관을 역임하던 동안에는 에티오피아의 의료진 확충, 영아 사망률 감소 등의 성과를 기록하는 한편 에이즈, 결핵, 말라리아 퇴치를 위한 국제 기금 조성에 공헌했다. 2012년 11월 29일부터 2016년 11월 1일까지 하일레마리암 데살렌 내각에서 에티오피아 외무부 장관을 역임하던 동안에는 서아프리카 에볼라 유행에 대한 국제 사회의 공동 대응, 에티오피아의 그랜드 에티오피아 르네상스 댐 건설을 둘러싼 수단·이집트와의 분쟁 중재에 나섰다.
2017년 5월 23일에 열린 제70차 세계보건총회(WHA)에서 마거릿 챈의 후임 세계보건기구(WHO) 사무총장으로 선출되면서 아프리카 출신으로는 최초로 세계보건기구 사무총장으로 선출되었다. 2017년 7월 1일에는 제8대 세계보건기구 사무총장으로 취임했다.

## 사건 및 논란

### 로버트 무가베 아프리카 친선 대사 임명 논란
테워드로스 아드하놈 거브러이여수스 세계보건기구 사무총장은 2017년 10월 18일에 열린 비감염성 질병 퇴치를 위한 세계보건기구 국제 회의에서 짐바브웨의 로버트 무가베 대통령을 아프리카 친선 대사로 임명하면서 "짐바브웨의 로버트 무가베 대통령이 아프리카의 보건 향상에 기여했다"며 임명 사유를 밝혔다. 그러나 거브러이여수스 사무총장의 이러한 행동은 일부 국가들로부터 로버트 무가베 대통령의 독재 체제와 관련된 짐바브웨의 열악한 의료 환경, 인권 침해를 은폐시키려는 행동이라는 지적을 받았다. 결국 세계보건기구는 2017년 10월 22일에 공개된 공식 성명을 통해 로버트 무가베를 친선 대사로 임명했던 계획을 철회했다.

### 코로나바이러스감염증-19 범유행 대처 논란
2019년 말부터 중국에서 일어난 코로나바이러스감염증-19 유행으로 인하여 코로나바이러스감염증-19(COVID-19, 코로나-19)가 이웃 나라로 확산되어 감염자를 발생시킨 상황임에도 세계보건기구는 2020년 1월 23일에 국제적 공중보건 비상사태 선포를 유예했다. 하지만 코로나-19가 세계 각지로 확산되면서 세계보건기구는 2020년 1월 30일에 국제적 공중보건 비상사태를 선포했으나 이마저도 코로나-19의 진원지인 중국에 대한 여행·교역 제한은 권고하지 않았다.
거브러이여수스 사무총장은 2020년 1월에 중국 베이징을 방문하여 시진핑 중국 국가주석과 면담하는 한편 코로나-19 확산 차단을 위한 중국 정부의 행동을 지지하는 발언을 계속했다. 이 때문에 일각에서는 2017년에 거브러이여수스가 세계보건기구 사무총장으로 선출되던 과정에서 막대한 자금 지원을 약속한 중국의 눈치를 보고 있다는 의혹이 제기되었다. 2020년 2월 7일에는 온라인 청원 웹사이트인 Change.org에 거브러이여수스 사무총장의 사퇴를 촉구하는 청원이 게재되었으며 해당 청원은 32만명의 서명을 받았다. 3월 10일, 이 청원은 40만 명의 서명을 받았고결국 5월 1일, 지난 1월 29일부터 시작된 해당 청원은 102만 5412명의 서명을 받아 UN과 WHO에 제출된다.

## 같이 보기
- 코피 아난
- 하일레마리암 데살렌
- 에티오피아 인민 혁명 민주 전선